# Bunker (golf)

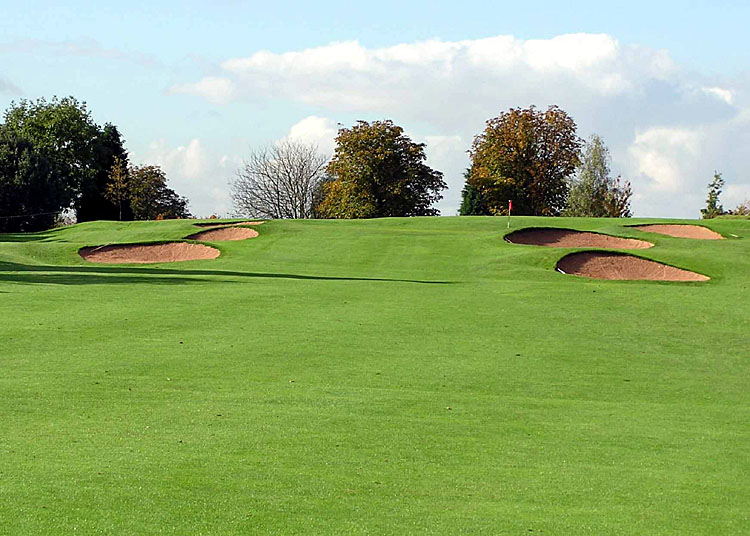
Bunkers bij de green

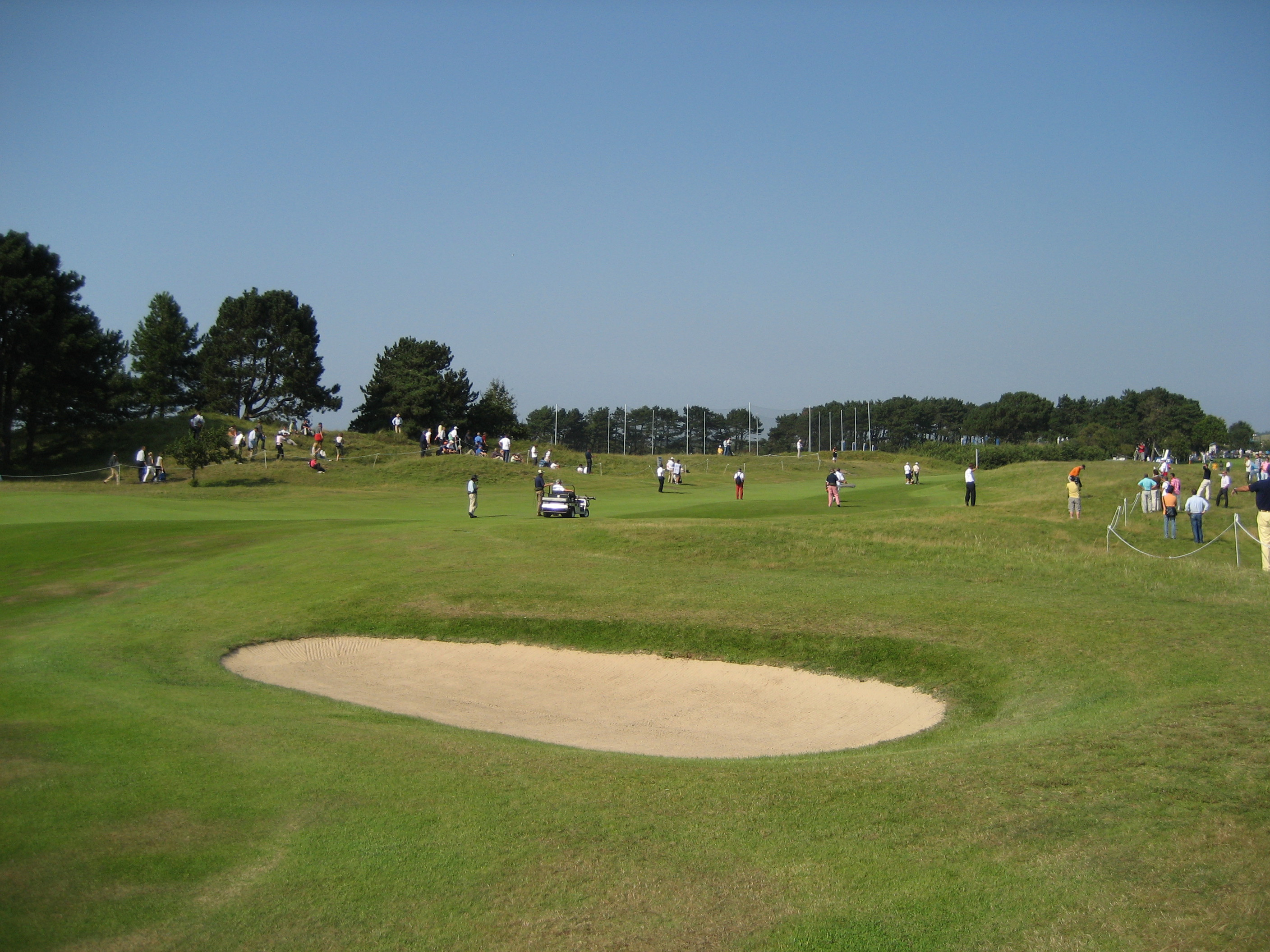
Bunker op de fairway

Een bunker is een type hindernis die op een golfbaan te vinden is. Het betreft een uitgegraven en weer met zand gevuld deel van de golfbaan. 

## Beschrijving
Er zijn twee plaatsen waar vaak bunkers zijn aangebracht: bij de green of op de fairway.
- De bunkers bij de green zijn soms diep. Een golfer maakt meestal gebruik van zijn sand wedge om de bal eruit te slaan.
- Een fairwaybunker ligt vaak op drive-afstand. Ze zijn meestal niet diep, zodat er geen sand wedge nodig is om de bal eruit te slaan.

## Regels
- Als een speler een bal uit een bunker gaat slaan, mag zijn club niet het zand aanraken voordat hij de bal slaat. Dit mag ook niet tijdens de backswing, en ook niet als de speler ergens anders in de bunker staat. De straf is 1 strafslag.[2]
- Soms is de bal niet te identificeren, omdat hij vol zand zit. Dan moet de speler eerst de plek van de bal markeren, deze opnemen en identificeren, en terugplaatsen op dezelfde plek. Vervolgens moet de oorspronkelijke ligging zo goed mogelijk gereconstrueerd worden, alvorens de bal te slaan.